# واوچرتین
واوچرتین (به فرانسوی: Vauchrétien) یک کمون در فرانسه است که در Canton of Thouarcé واقع شده‌است.

## خصوصیات
واوچرتین ۱۹٫۷۳ کیلومترمربع مساحت و ۱٬۵۵۸ نفر جمعیت دارد و ۷۲ متر بالاتر از سطح دریا واقع شده‌است.